# Élections législatives tibétaines de 1979
Les Élections législatives tibétaines de 1979 furent les septièmes élections de la démocratie tibétaine.
La 7e Assemblée tibétaine, élue du 2 septembre 1979, qui siégea jusqu'au 1er septembre 1982, compte 17 membres. Pour la première fois, un siège additionnel créé le 5 octobre 1977 pour représenter la religion bön est effectif durant la 7e législature. Lodi Gyari Rinpoché, alors âgé de 30 ans est le plus jeune président élu du Parlement pour la 7e Assemblée. Après la 7e Assemblée, la durée légale de la législature passe de 3 à 5 ans de façon à coïncider avec le mandat du Kashag de 5 ans.

## Liste des parlementaires de la7eAssemblée tibétaine
| Nombre (et position) | Membre                       | Corps électoral ou tradition |
| -------------------- | ---------------------------- | ---------------------------- |
| 1 Président          | Gyari Lodoe Gyaltsen         | Kham                         |
| 2 Vice-président     | Gonshar Dorje Damdul         | Ü-Tsang                      |
| 3                    | Tsering Gyaltsen             | nyingmapa                    |
| 4                    | Tsedhong Ngawang Sangpo      | sakyapa                      |
| 5                    | Jharsangling Tsewang Namgyal | kagyupa                      |
| 6                    | Samshung Kalsang Yeshi       | gelugpa                      |
| 7                    | Yungdrung Namgyal            | bön                          |
| 8                    | Tanak Kunsang Peljor         | Ü-Tsang                      |
| 9                    | Nubpa Choedak Gyatso         |                              |
| 10                   | Kyidrong Ngodub Tsering      |                              |
| 11                   | Lithang Athar Norbu          | Kham (Dhotoe)                |
| 12                   | Chatreng Ngawang             |                              |
| 13                   | Ga Tridhu pon Chime Namgyal  |                              |
| 14                   | Cheypa Lobsang Jampel,       | Amdo (Dhomey)                |
| 15                   | Kalden                       |                              |
| 16                   | Nangra Rigzin                |                              |
| 17                   | Dekyi Dolkar                 |                              |